# 劳拉·霍奇斯
劳拉·霍奇斯（英語：Laura Hodges，1983年12月13日—），旧姓萨默顿（Summerton），澳大利亚篮球运动员。她曾代表澳大利亚参加2004年、2008年、2012年和2016年夏季奥林匹克运动会篮球比赛，获得二枚银牌和一枚铜牌。